# Kombinacja norweska na Mistrzostwach Świata w Narciarstwie Klasycznym 1939
Zawody w kombinacji norweskiej na XII Mistrzostwach Świata w Narciarstwie Klasycznym odbyły się w dniach 15–16 lutego 1939 w polskim Zakopanem.

## Wyniki

### Skocznia normalna/18 km
- Data: 16 lutego 1939

| Medal | Zawodnik                | Narodowość | Wynik  |
| ----- | ----------------------- | ---------- | ------ |
|       | Gustav Berauer          | III Rzesza | 429,60 |
|       | Gustaf Adolf Sellin     | Szwecja    | 426,60 |
|       | Magnar Fosseide         | Norwegia   | 422,40 |
| 4     | Andrzej Marusarz        | Polska     | 410,60 |
| 5     | Günther Meergans        | III Rzesza | 408,50 |
| 6     | Christian Merz          | III Rzesza | 403,00 |
| 7     | Stanisław Marusarz      | Polska     | 391,93 |
| 8     | Mieczysław Wnuk         | Polska     | 391,65 |
| 9     | Adi Gamma               | Szwajcaria | 390,30 |
| 10    | Hans Lahr               | III Rzesza | 388,80 |
| 11    | Marian Woyna Orlewicz   | Polska     | 374,40 |
| 12    | Olaf Hoffsbakken        | Norwegia   | 370,10 |
| 13    | Olav Odden              | Norwegia   | 368,10 |
| 14    | Emil Kvanlid            | Norwegia   | 365,50 |
| 15    | John Westbergh          | Szwecja    | 361,62 |
| 16    | Władysław Roj           | III Rzesza | 360,97 |
| 17    | Michał Górski           | Polska     | 359,10 |
| 18    | Anatol Grandfeld        | Polska     | 344,20 |
| 19    | Stanisław Sowiński      | Polska     | 241,15 |
| 20    | Eric Soguel             | Szwajcaria | 330,50 |
| 21    | Adam Becker-Giewont     | Polska     | 321,60 |
| 22    | Georg Wimmer            | III Rzesza | 319,65 |
| 23    | Teodor Dawidek          | Polska     | 317,20 |
| 24    | Jan Marusarz            | Polska     | 316,90 |
| 25    | Erkki Mäkinen           | Finlandia  | 315,50 |
| 26    | Jan Dawidek             | Polska     | 290,00 |
| 27    | Franciszek Mardula      | Polska     | 288,60 |
| 28    | Józef Bursa             | Polska     | 279,80 |
| 29    | Gregor Klančnik         | Jugosławia | 274,20 |
| 30    | Franciszek Gut-Szczerba | Polska     | 271,40 |
| 31    | Jan Bobowski            | Polska     | 216,35 |
| 32    | Franciszek Fiedor       | Polska     | 203,00 |
| 33    | Edo Bevc                | Jugosławia | 201,20 |
| DNF   | Albert Burk             | III Rzesza | -      |
| DNF   | Jan Marek               | Polska     | -      |